# Tajuria travana
Tajuria travana är en fjärilsart som beskrevs av William Chapman Hewitson 1865. Tajuria travana ingår i släktet Tajuria och familjen juvelvingar. Inga underarter finns listade i Catalogue of Life.